# あの空に太陽が (2016年のテレビドラマ)
『あの空に太陽が』（朝鮮語: 저 하늘에 태양이）は2016年の韓国・KBSのテレビドラマ。全121話。

## 概要
1970年代の韓国映画界を舞台に貧しい生活から抜け出すためソウルに上京、バス乗務員を経て映画女優となる女性の一代記である。主演は『福寿草』のユン・アジョン。
2016年9月7日から2017年2月24日にかけて「KBSテレビ小説」枠で放送された。

## あらすじ
1970年の韓国。カン・インギョンは貧しい生活から抜け出すため友人を頼ってソウルに上京したが途中、財産を失い脚本家志望のチャ・ミヌに出会う。

## 出演
カン・インギョン：ユン・アジョン
チャ・ミヌ：ノ・ヨンハク
ナム・ジョンホ：イ・ミノ
ナム・ヒエ・キム・ヘジ

## スタッフ
- 脚本：キム・ジアン[2]
- 演出：キム・シニル